# Marcel Cockx
Marcel L.A. Cockx (Herent, 11 december 1930 – Leuven, 6 november 2007) was een Vlaams neo-expressionistisch beeldend kunstenaar. Zijn werk omvat schilderijen, pastels, tekeningen en aquarellen.
Cockx volgde zijn opleiding aan de Academie van Leuven bij Jan Cobbaert. Vervolgens was hij daar van 1956 tot 1985 ook zelf leraar.
Zijn werk was aanvankelijk te kenmerken als donker-expressionistisch en werd beïnvloed door het werk van Constant Permeke. Later evolueerde dit tot een fel kleurenexpressionisme. Het werk van Cockx werd zowel individueel als in groepstentoonstellingen vertoond.

## Werk als illustrator
- Rik Poinet: Roënoot de Vos. Van den vos Reynaerde nooverteld in 't Leives en up roëm gezet dei Rik Poinet, mei bellekes van Marcel Cockx, Leuven, Academie voor het Leuvens dialect, 1995.